# Mathias Kaarsbo
Mathias Kaarsbo Winther (* 13. Februar 2006) ist ein dänischer Fußballspieler.
Er spielt auf der Position des zentralen Mittelfeldspielers und kickt im Vereinsfußball bei Lyngby BK. Zudem ist er ein Nachwuchsnationalspieler seines Landes.

## Karriere im Klubfußball

### Lyngby BK
Mathias Kaarsbo, dessen Bruder Casper ebenfalls professionell Fußball spielt, stammt aus der Akademie von Lyngby BK und erhielt am 9. Mai 2025 einen Vertrag bis Sommer 2028. Am 24. Mai 2025 gab er im Alter von 19 Jahren beim 3:1-Sieg am letzten Spieltag der Superliga gegen Aalborg BK sein Profidebüt.

## Nationalmannschaftsfußball
Mathias Kaarsbo ist Nachwuchsnationalspieler Dänemarks und hatte Einsätze in den Altersklassen U16 und U19 gehabt. Mit letzterer nimmt er an der Europameisterschaft 2025 in Rumänien teil.